# Göran Malmqvist
Göran Malmqvist (n. Jönköping, 6 de junho de 1924 - m. 17 de outubro de 2019) foi um linguista, tradutor e divulgador da língua e cultura chinesa, membro da Academia Sueca no período 1985-2019. Foi professor da Universidade de Estocolmo em 1965-90, e um notável conhecedor da literatura chinesa, com realce para as suas traduções de poesia chinesa.

## Academia Sueca
Göran Malmqvist ocupou a cadeira 5 da Academia Sueca, para a qual foi eleito em 1985.